# Upper Basildon
Upper Basildon è un villaggio situato nella parrocchia civile di Basildon, nella contea del Berkshire. Si trova nel distretto del West Berkshire. 
Particolarità del villaggio è rappresentata dalla chiesa, dedicata a santo Stefano e costruita nel 1964, che ha la forma di un pesce, cheè un antico simbolo segreto cristiano.
Nel villaggio si trova una scuola elementare, la Basildon Church of England Primary School. La zona attorno ad Upper Basildon è costituita principalmente da campi agricoli.

## Storia
La tomba di Nobes (o mausoleo di Nobes) si trova vicino alla Tomb Farm, ad Upper Basildon. Ora ne rimangono solo delle rovine, ma un tempo era considerata maledetta, e era diceria che se qualcuno avesse distrutto la tomba sarebbe stato maledetto.
All'inizio del XX secolo, era utilizzata comunemente l'espressione "There goes Nobes on his white horse!", ovvero "Ecco Nobes sul suo cavallo bianco!". Un secondo fantasma del villaggio è Nan Carey, che infesta Nan Carey's Hill, una collina situata nel villaggio.
Diversi secoli fa, nel villaggio si teneva la Basildon Revel, una festa celebrata tra il 20 e il 25 luglio ad Upper Basildon Green.